# كوستاس فيريس
كوستاس فيريس (باليونانية: Κώστας Φέρρης)‏ (و. 1935 – م) هو منتج أفلام، ومخرج سينمائي، ومخرج تلفزيوني، وكاتب مسرحي، وكاتب سيناريو، وملحن، وصحفي من اليونان. ولد في القاهرة.

## وصلات خارجية
- كوستاس فيريس على موقع IMDb (الإنجليزية)
- كوستاس فيريس على موقع ألو سيني (الفرنسية)
- كوستاس فيريس على موقع ميوزك برينز (الإنجليزية)
- كوستاس فيريس على موقع ميوزك برينز (الإنجليزية)
- كوستاس فيريس على موقع أول موفي (الإنجليزية)
- كوستاس فيريس على موقع قاعدة بيانات الأفلام السويدية (السويدية)
- كوستاس فيريس على موقع ديسكوغز (الإنجليزية)
- كوستاس فيريس على موقع قاعدة بيانات الفيلم (الإنجليزية)
- كوستاس فيريس على موقع كينوبويسك (الروسية)